# Lysá (berg i Tjeckien, Liberec)
Lysá är ett berg i Tjeckien.   Det ligger i regionen Liberec, i den centrala delen av landet, 60 km nordost om huvudstaden Prag. Toppen på Lysá är 352 meter över havet.
Terrängen runt Lysá är huvudsakligen platt.Runt Lysá är det tätbefolkat, med 276 invånare per kvadratkilometer. Närmaste större samhälle är Mladá Boleslav, 16,1 km söder om Lysá. Trakten runt Lysá består till största delen av jordbruksmark.